# Lewis Nixon
Lewis Nixon III (30. září 1918 New York – 11. ledna 1995 Los Angeles) byl důstojník Armády Spojených států, sloužil u 101. výsadkové divize 506. výsadkového pluku roty E. Nixon prošel s rotou E skoro všechny bojové akce, byl to blízký přítel majora Richarda Winterse.
Postava Lewise Nixona byla zpodobněna Ronem Livingstonem v seriálu Bratrstvo neohrožených v produkci HBO/BBC.